# Caque
Caque, engl. cag oder cade, cawg oder ked (wallonisch), war das Tönnchen im Französischen und kann auf Grund der Nutzung als Stückmaß gesehen werden. Es hat sich aus dem Holländischen kaken für „Hering einsalzen und in Tonnen packen“ entwickelt. Es war auch die Bezeichnung für ein Pulvertönnchen oder für ein Tönnchen Salpeter.
- 1 Caque = 500 Stück Heringe = 1000 Sardellen oder Sprotten